# Aaron Sky Schwarz
Aaron Sky Schwarz (* 20. März 2004) ist ein österreichischer Fußballspieler.

## Karriere

### Verein
Schwarz begann seine Karriere beim USV St. Ulrich. Zur Saison 2013/14 wechselte er zum LASK. Bereits ab der Saison 2017/18 spielte er als 13-Jähriger in der AKA Linz. Zur Saison 2018/19 wechselte er in die Akademie des SK Rapid Wien, bei dem er sämtliche Altersstufen durchlief.
Im November 2022 debütierte Schwarz bei seinem Kaderdebüt für die zweite Mannschaft Rapids in der 2. Liga, als er am 16. Spieltag der Saison 2022/23 gegen die Young Violets Austria Wien in der 85. Minute für Tobias Hedl eingewechselt wurde. Für Rapid II kam er bis Saisonende zu elf Zweitligaeinsätzen, in denen er zweimal traf. Mit dem Team stieg er allerdings aus der 2. Liga ab.
Daraufhin wurde er im August 2023 an den Bundesligisten SK Austria Klagenfurt verliehen. Für Klagenfurt kam er in der Saison 2023/24 zu 17 Einsätzen in der Bundesliga, in denen er dreimal traf. Zur Saison 2024/25 wurde er an den TSV Hartberg weiterverliehen. Für Hartberg kam er bis zur Winterpause zu fünf Einsätzen.
Im Jänner 2025 wurde die Leihe nach Hartberg vorzeitig beendet und Schwarz wechselte leihweise zurück nach Klagenfurt. Für Klagenfurt absolvierte er zwei Bundesligapartien, das Team stieg zu Saisonende aus dem Oberhaus ab. Zur Saison 2025/26 kehrte er nicht mehr zu Rapid zurück, sondern wechselte zu Zweitligist Admira Wacker.

### Nationalmannschaft
Schwarz spielte im Oktober 2018 erstmals für eine österreichische Jugendnationalmannschaft. Im Oktober 2020 machte er gegen Slowenien sein einziges Spiel im U-17-Team. Im Juni 2022 debütierte er gegen England für die U-18-Auswahl.